# 小行星7196
小行星7196（7196 Baroni）是一颗绕太阳运转的小行星，为主小行星带小行星。该小行星于1994年1月16日发现。

## 轨道参数
小行星7196的轨道半长轴为2.3226173 UA，离心率为0.192。